# Église Notre-Dame-des-Douleurs de Marsa
Pour les articles homonymes, voir Église Notre-Dame-des-Douleurs.
L'église Notre-Dame-des-Douleurs est une église catholique située à Marsa, à Malte.